# Alhambra (Ciudad Real)
Alhambra és un municipi de la província de Ciudad Real a la comunitat autònoma de Castella-La Manxa.

## Demografia
| 1991 | 1996 | 2001 | 2004 |
| ---- | ---- | ---- | ---- |
| 1423 | 1341 | 1220 | 1190 |